# 브라티슬라바 시립미술관
브라티슬라바 시립미술관(슬로바키아어: Galéria mesta Bratislava)는 슬로바키아 브라티슬라바 미르바흐 궁전에 있는 미술관이다. 슬로바키아에서 두 번째로 큰 미술관이다.
1961년에 설립되었지만 예술 작품을 수집하려는 첫 시도는 브라티슬라바 시립박물관이 설립된 19세기에 시작되었다. 현재 약 35,000점의 예술 작품이 소장되어 있다.